# Bazuel
Bazuel é uma comuna francesa na região administrativa de Altos da França, no departamento do Norte. Estende-se por uma área de 11.81 km². Em 2010 a comuna tinha 528 habitantes (densidade: 44,7 hab./km²).